# Мандиритуба
Мандиритуба (порт. Mandirituba) — муниципалитет в Бразилии, входит в штат Парана. Составная часть мезорегиона Агломерация Куритиба. Входит в экономико-статистический микрорегион Куритиба. Население составляет 20 645 человек на 2006 год. Занимает площадь 379,179 км². Плотность населения — 54,4 чел./км².
Праздник города — 25 июля.

## История
Город основан 25 июля 1960 года.

## Статистика
- Валовой внутренний продукт на 2003 год составляет 156 620 733,00 реалов (данные: Бразильский институт географии и статистики).
- Валовой внутренний продукт на душу населения на 2003 год составляет 8148,42 реалов (данные: Бразильский институт географии и статистики).
- Индекс развития человеческого потенциала на 2000 год составляет 0,760 (данные: Программа развития ООН).

## География
Климат местности: умеренный.